# 聖母子と聖ドロテア、聖ゲオルギウス
『聖母子と聖ドロテア、聖ゲオルギウス』（伊: Madonna tra i santi Giorgio e Dorotea, 西: La Virgen con el Niño, Santa Dorotea y San Jorge, 英: The Virgin and Child with Saints Dorothy and George）は、盛期ルネサンスのイタリアのヴェネツィア派の巨匠ティツィアーノ・ヴェチェッリオが1516年から1518年頃に制作した絵画である。油彩。
主題は聖母子を中心にカエサリアの聖ドロテアおよび聖ゲオルギウスを描いた聖会話である。17世紀から18世紀にかけてジョルジョーネの作品と考えられていたが、現在ではティツィアーノの作品とすることにほぼ異論は見られない。マドリードのプラド美術館に所蔵されている。

## 作品
ティツィアーノは横長の画面に聖母子とキリスト教の聖人たちをヴェネツィア的な半身像の姿で描いている。聖母マリアは画面の右側に座り、膝の上に幼い キリストを抱いている。その左側には聖ドロテアの姿があり、キリストにバラの花を捧げており、キリストは聖母マリアを見上げながらも身を乗り出してバラに手を伸ばしている。聖ドロテアはディオクレティアヌス帝の迫害によって殉教した聖人で、バラの花あるいは果物の入った篭を持った姿で描かれる。その背後には竜退治で名高い聖ゲオルギウスが黒い鎧に身を包み、槍を携えた姿で立っている。
興味深いことにティツィアーノは聖ドロテアをマグナーニ＝ロッカ財団所蔵の『聖母子と聖カタリナ、聖ドミニクス、寄進者』（Madonna and Child with Sts Catherine and Dominic and a Donor）の聖カタリナや、美術史美術館所蔵の『ヴィオランテ』（Violante）と同じ女性モデルを用いて描いている。また聖ゲオルギオスはヴェネツィア、サンタ・マリア・デッラ・サルーテ聖堂の祭壇画『聖マルコの即位』（Saint Mark Enthroned）に描かれた聖ロクスと類似している。構図は他の初期の作品よりも動的で複雑である。ティツィアーノは画面中央に聖母子を配置する聖会話の伝統的な人物配置を放棄し、また緑のカーテンが左右に分かれることで全体に動きを与えており、画面右の前景に配置された聖母子に対し、画面左の聖人たちが背後から聖母子のいる空間に入ってきたような感覚を与えている。
ティツィアーノの初期に制作された本作品は図像、帰属、制作年など多くの点で研究者の見解が分かれている。男性の聖人は通常は聖ゲオルギウスとされるが、聖ブリギットの夫である聖フルフォ（Saint Ulpho あるいは Hulfo）ではないかとも言われている。女性の聖人は聖カタリナとされることもあるが、聖ドロテアのアットリビュートであるバラの篭が描かれているためにより可能性が高い。
制作年代は1505年から1520年の間で諸説ある。美術史家ゲオルク・グロナウは『聖マルコの即位』が1505年に描かれたと考え、この作品に描かれた聖ロクスと本作品の聖ゲオルギウスの類似性から1505年であると提案した。しかし『聖マルコの即位』は最近では1511年から1512年の作とされ、本作品の制作年についてもほとんどの研究者はもっと遅いと考えている。たとえばハロルド・エドウィン・ウェゼイは1515年頃に、ロドルフォ・パルッキーニは1516年から18年にかけて、ポール・ジョアニデスは1520年としている。このように本作品は1515年以前に制作された作品との間に関連性があり、『聖マルコの即位』における聖ロクス、1511年から1512年の『聖母子と聖カタリナ、聖ドミニクス、寄進者』の聖カタリナと同じ女性モデルといった類似性は、もっと後の制作年の可能性を高くするティツィアーノの初期作品群の複雑さを明らかにしている。これはティツィアーノが1516年以降に使用し始めた半身像の形式などから明らかである。

## 来歴
本作品の所有者として確認できる最初の人物はスペイン国王フェリペ2世である。それ以前の来歴については不明であり、フェリペ2世がティツィアーノの初期の絵画を入手した経緯も不明である。晩年のティツィアーノの芸術に衰えがはっきり現れたとき、画家の初期の作品に関心を抱く美術コレクターが現れた。フェリペ2世も同じように初期の作品に興味を持ち、本作品を入手したのかもしれない。少なくとも絵画は1593年にはマドリードにあり、フェリペ2世は絵画をエスコリアルに送った。このときのエスコリアルの納品記録ではティツィアーノの作品とされていたが、1626年のカッシアーノ・ダル・ポッツォ以来、ジョルジョーネの作品と見なされ、1839年にプラド美術館に所蔵された後もその見解は続いていた。しかし、1877年にイタリアの美術評論家ジョヴァンニ・バティスタ・カヴァルカゼルとイギリスの美術史家ジョゼフ・アーチャー・クロウがティツィアーノに再び帰属させてからティツィアーノの作品と考えられている。

## 影響
本作品の質の高い複製がティツィアーノの追随者によって制作されており、イギリスのロイヤル・コレクションに所蔵されている。本作品との差異は幼いキリストのポーズのみで、それ以外の部分は本作品を忠実に模している。来歴は不明だが、おそらく国王チャールズ1世によって購入されたと考えられている。

## ギャラリー
女性像に同じモデルを起用したとされる作品には以下のものがある。

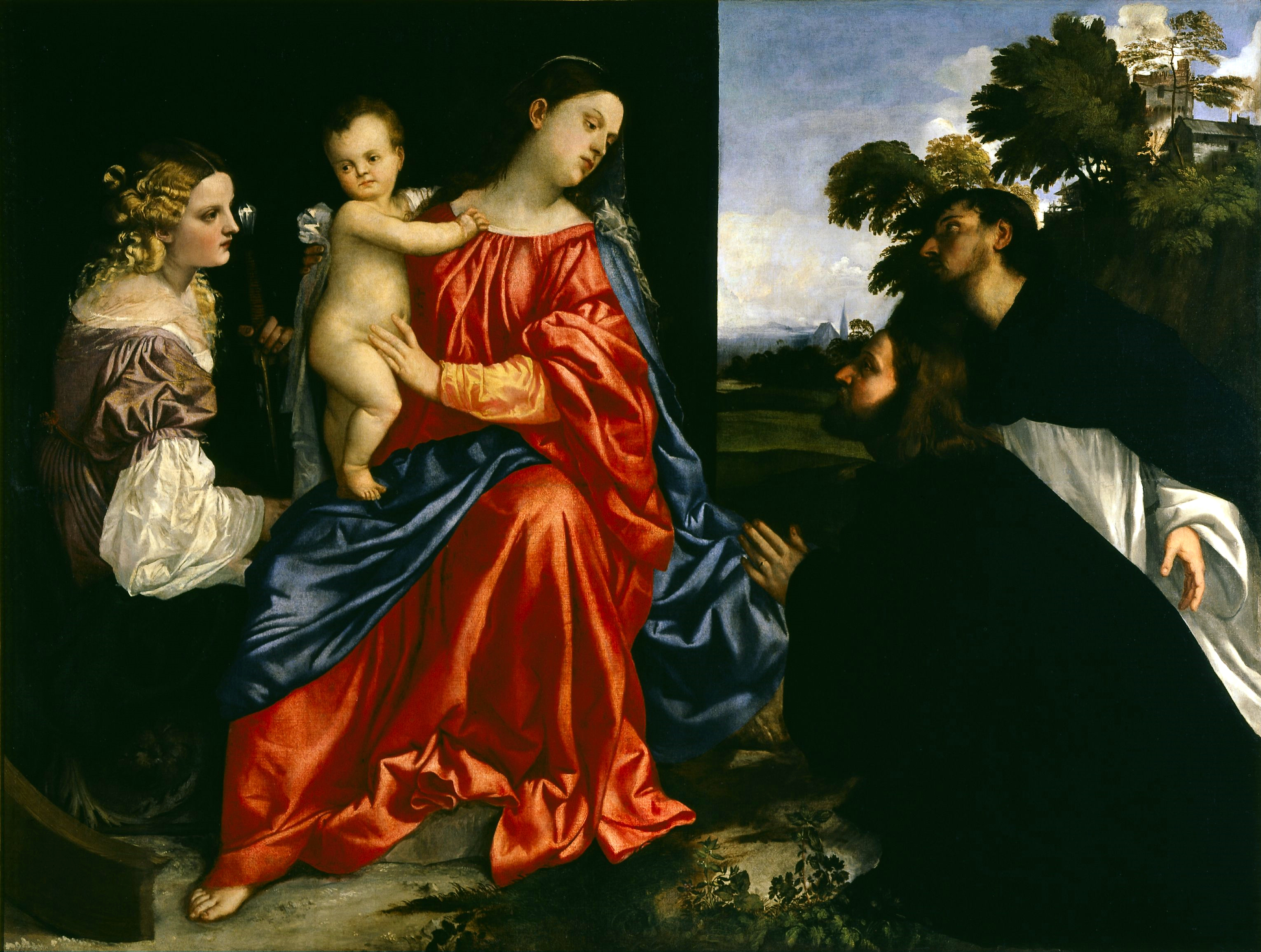
『聖母子と聖カタリナ、聖ドミニクス、寄進者』1512年から1516年の間 マニャーニ＝ロッカ財団（英語版）所蔵
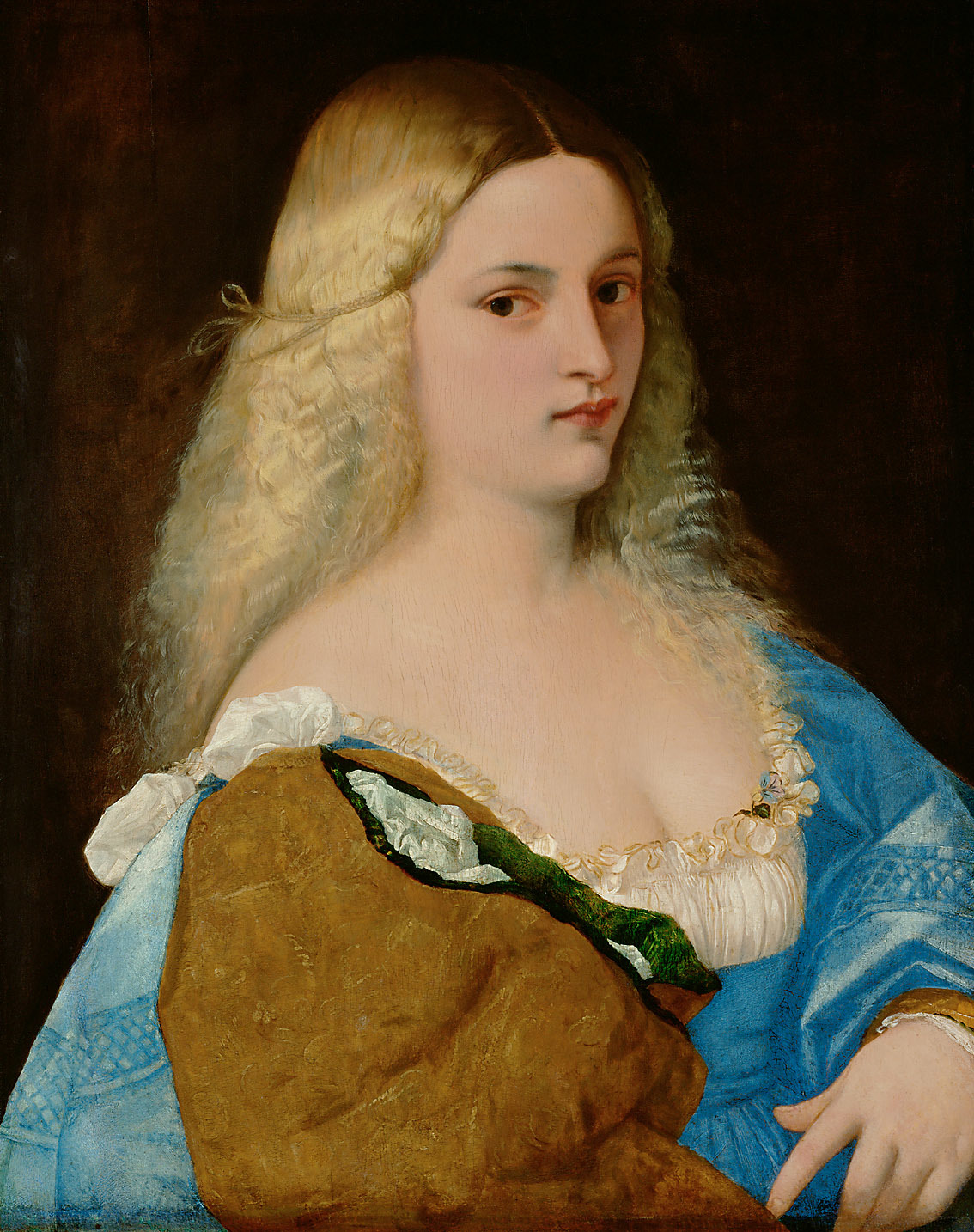
『ヴィオランテ』1515年から1518年 美術史美術館所蔵